# Ðon Hung Tin
Pour plus de détails, voir Fiche technique et Distribution.
Ðon Hung Tin est un feuilleton télévisé viêtnamien réalisé en 1993 par Phi Hùng et produit par Apple films.

## Fiche technique
- Langue : Vietnamien

## Distribution
- Thanh Tòng : Ðon Hung Tin
- Châu Thanh : Ly Thê Vân
- Tuàn Thanh : Vuong Thé Sung
- Ðuc Loi : Tân Thuc Bào
- Bùu Truyên : Trinh Giao Kim
- Minh Long : Tù Mâu Công
- Hùu Huê : Huat Tri Cung
- Vù Quang : Ðon An
- Ðuc Vinh : Nông Dân
- Phuong Mai : La Thành
- Thanh Hâng : Vuong Thanh Anh
- Thoai My : vo Vuong Thé Sung
- Ngoc Ðàng : Ðon Mau
- Kim Thoa : Ly Chiêu Thanh
- Ngoc Lan Huong : bà Nông dân